# Liste der Baudenkmale in Metelsdorf
In der Liste der Baudenkmale in Metelsdorf sind alle denkmalgeschützten Bauten der mecklenburgischen Gemeinde Metelsdorf und ihrer Ortsteile aufgelistet. Grundlage ist die Veröffentlichung der Denkmalliste des Kreises Nordwestmecklenburg mit dem Stand vom 16. September 2020.

## Baudenkmale nach Ortsteilen

### Martensdorf
| ID  | Lage           | Bezeichnung                  | Beschreibung | Bild |
| --- | -------------- | ---------------------------- | ------------ | ---- |
| 926 | Dorfstraße 11b | Bauernhof, Wohnhaus u. Stall |              |      |

### Metelsdorf
| ID   | Lage | Bezeichnung | Beschreibung | Bild |
| ---- | --- | ----------- | ------------ | ---- |
| 1598 | B 208 / 180 / 4.629 (50 m westlich des Ortsausganges in Richtung Mühlen-Eichsen, 0,2 km westlich der Straßenkreuzung in Metelsdorf, nördliche Straßenseite).(Flur 1, Flurstück 12) | Meilenstein |              |      |

## Quelle
- Denkmalliste des Landkreises Nordwestmecklenburg (Stand: 9. November 2023; PDF, 1,2 MByte)

- Karte mit allen Koordinaten:
- OSM |
- WikiMap